# امیلیا روتر
امیلیا روتر (مجاری: Rotter Emília؛ ۸ سپتامبر ۱۹۰۶ – ۲۸ ژانویهٔ ۲۰۰۳) اسکیت‌باز نمایشی اهل مجارستان بود.